# Meat Loaf
Michael Lee Aday (født Marvin Lee Aday 27. september 1947 i Dallas, Texas, død 20. januar 2022), bedre kendt under sit kunsternavn Meat Loaf, var en amerikansk rocksanger og skuespiller. Han slog igennem i 1977 med Bat Out of Hell, der var det første album i album-trilogien bestående af Bat Out of Hell (1977), Bat Out of Hell II: Back into Hell (1993) og Bat Out of Hell III: The Monster Is Loose (2006). Det første album, Bat Out of Hell, har solgt mere end 44 millioner eksemplarer, og er i dag det femtemest solgte album i verden. Det opholdt sig på hitlisterne i over ni år, og mere end 30 år senere sælger det stadig anslået 200.000 eksemplarer om året. Meat Loaf arbejdede i mange år sammen med sangskriveren Jim Steinman, som skrev mange af Meat Loafs mest kendte sange. Selv om han havde succes med Bat Out of Hell og Bat Out of Hell II: Back into Hell, og fik en Grammy Award for Best Rock Vocal Performance, havde Meat Loaf svært ved at at blive anerkendt i sit fødeland USA.
Meat Loaf ændrede sit navn fra Marvin til Michael, da han blev mobbet som barn, og ønskede at ændre det for at lægge fortiden bag sig.
Meat Loaf optrådte i over 50 film eller tv-shows, til tider som sig selv, eller som figurer, der lignede hans scenepersonlighed. Hans mest bemærkelsesværdige roller var som Eddie i den amerikanske premiere på musicalen The Rocky Horror Show samt i filmatiseringen af denne forestilling, Robert "Bob" Paulsen i Fight Club, udsmideren Tiny i Wayne's World, chaufføren Dennis i Spice World, og Jack Blacks far i Tenacious D's Tenacious D in The Pick of Destiny (en figur, som paradoksalt nok, hader rockmusik og mener, at det er ondt). Meat Loaf havde rollen som kriminalbetjent Jack Morris i The Hallmark Channels tv-film Citizen Jane. Han optrådte også i en episode af WWE's Monday Night RAW.
Han er kendt for mange sange, bl.a. "I Will Do Anything for Love (But I Won't Do That)" og "It's All Coming Back to Me Now", hvor han synger duet med Marion Raven.

## Diskografi
- Stoney & Meatloaf (1971)
- Bat Out of Hell (1977)
- Dead Ringer (1981)
- Midnight at the Lost and Found (1983)
- Bad Attitude (1984)
- Blind Before I Stop (1986)
- Bat Out of Hell II: Back into Hell (1993)
- Welcome to the Neighbourhood (1995)
- Couldn't Have Said It Better (2003)
- Bat Out of Hell III: The Monster is Loose (2006)
- Hang Cool Teddy Bear (2010)
- Hell in a Handbasket (2011)
- Braver Than We Are (2016)

## Filmografi
| År   | Titel                                         | Rolle                          |
| ---- | --------------------------------------------- | ------------------------------ |
| 1975 | Rocky Horror Picture Show                     | Eddie                          |
| 1979 | Amerika på spanden                            | Roy Budnitz                    |
| 1979 | Skum, skæg og skrammel                        | Scum                           |
| 1980 | Roadie                                        | Travis W. Redfish              |
| 1981 | Dead Ringer                                   | Meat Loaf / Marvin             |
| 1986 | I fjendeland                                  | Gil                            |
| 1986 | Noget i klemme                                | Titus                          |
| 1991 | Motorama                                      | Vern                           |
| 1992 | Wayne's World                                 | Tiny                           |
| 1992 | Snyd og bedrag                                | Hoover                         |
| 1993 | To Catch a Yeti                               | Big Jake Grizzly               |
| 1997 | Spiceworld: The Movie                         | Dennis                         |
| 1998 | Black Dog                                     | Red                            |
| 1998 | Outside Ozona                                 |                                |
| 1998 | Den frygtløse                                 | Iggy Lee                       |
| 1999 | Crazy in Alabama                              | Sheriff John Doggett           |
| 1999 | Fight Club                                    | Robert "Bob" Paulsen           |
| 2000 | Blacktop (tv-film)                            | Jack                           |
| 2001 | Trapped (tv-film)                             | Jim Hankins                    |
| 2001 | The Ballad of Lucy Whipple (tv-film)          | Amos "Rattlesnake Jake" Frogge |
| 2001 | Face to Face                                  | Driver                         |
| 2001 | Rustin                                        | Coach Trellingsby              |
| 2001 | Focus                                         | Fred                           |
| 2002 | The 51st State                                | The Lizard                     |
| 2002 | Wishcraft                                     | Detective Sparky Shaw          |
| 2002 | The Salton Sea                                | Bo                             |
| 2004 | A Hole in One                                 | Billy                          |
| 2005 | BloodRayne                                    | Leonid                         |
| 2005 | The Pleasure Drivers                          | Dale                           |
| 2005 | Crazylove                                     | John                           |
| 2006 | Tenacious D in The Pick of Destiny            | Jack Blacks far                |
| 2007 | History Rocks (tv-film)                       | Ham selv                       |
| 2008 | Meat Loaf: In Search of Paradise (dokumentar) | Ham selv                       |
| 2009 | Citizen Jane                                  | Detective Jack Morris          |
| 2010 | Burning Bright                                | Howie                          |
| 2010 | Beautiful Boy                                 | Motel manager                  |
| 2011 | Absolute Killers                              | Dan                            |
| 2013 | The Moment                                    | Sgt. Goodman                   |
| 2014 | Stage Fright                                  | Roger McCall                   |
| 2014 | Wishin' and 'Hopin'                           | Monsignor Muldoon              |
| 2017 | Elementary (tv-serie)                         | Herman Wolf                    |
| 2017 | Ghost Wars (tv-serie)                         | Doug Rennie                    |